# Tielmes
Tielmes é um município da Espanha, na província e comunidade autônoma de Madrid. Tem 27 km² de área e em 2021 tinha 2 781 habitantes (densidade: 103 hab./km²). Limita com os municípios de Carabaña, Perales de Tajuña, Valdaracete, Valdilecha e Villarejo de Salvanés.